# 1802 у літературі

## Народилися
- 11 лютого — Лідія Марія Чайлд, американська письменниця, борець за права жінок та індіанців (померла 1880).
- 26 лютого — Віктор Гюго, французький письменник (пом. 1885).
- 29 листопада — Вільгельм Гауф, німецький письменник-казкар (помер 1827).

## Померли
- 24 вересня — Радищев Олександр Миколайович, російський письменник (народився 1749).